# ザクースキ

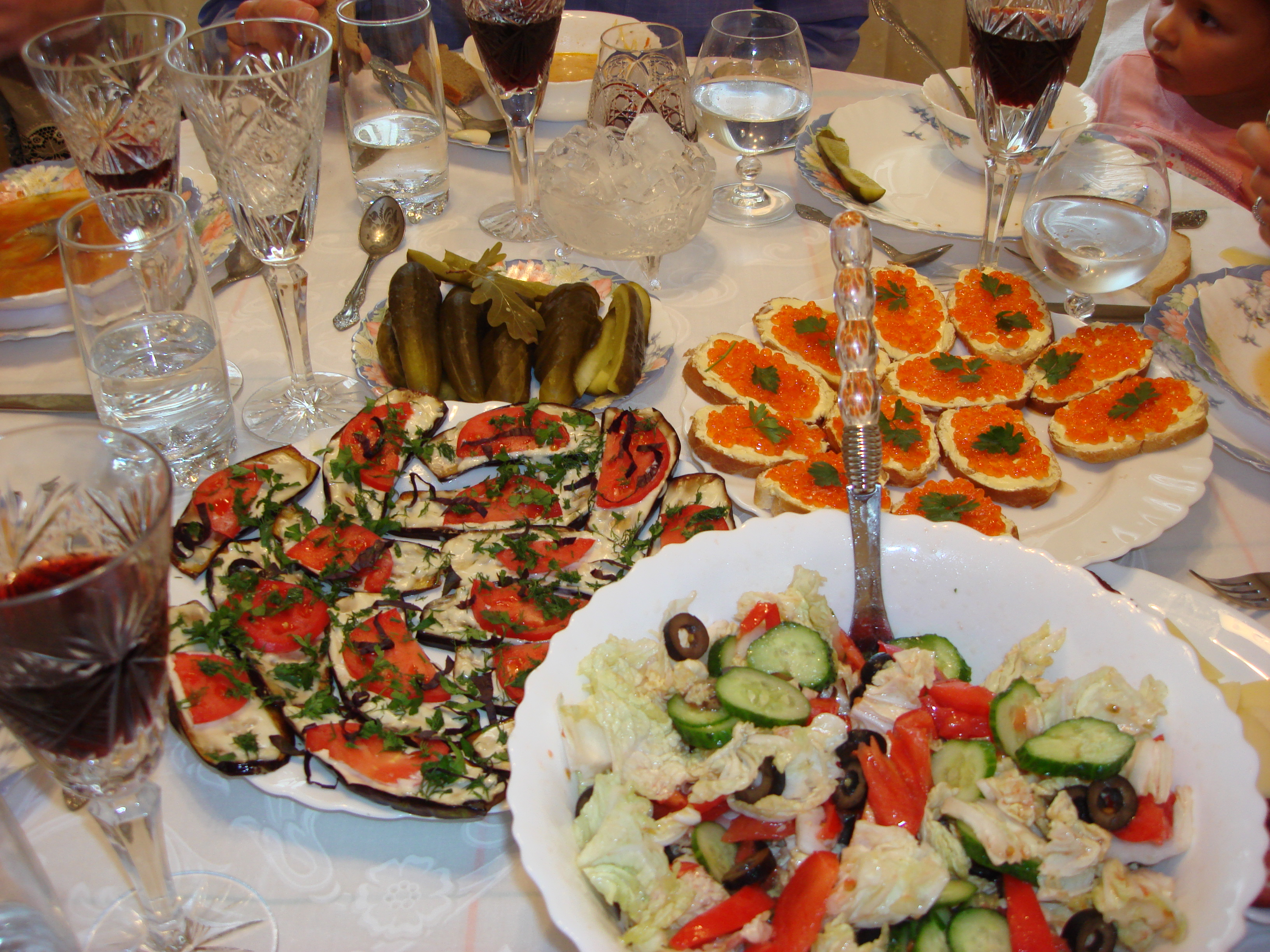
テーブルに並べられたザクースキ

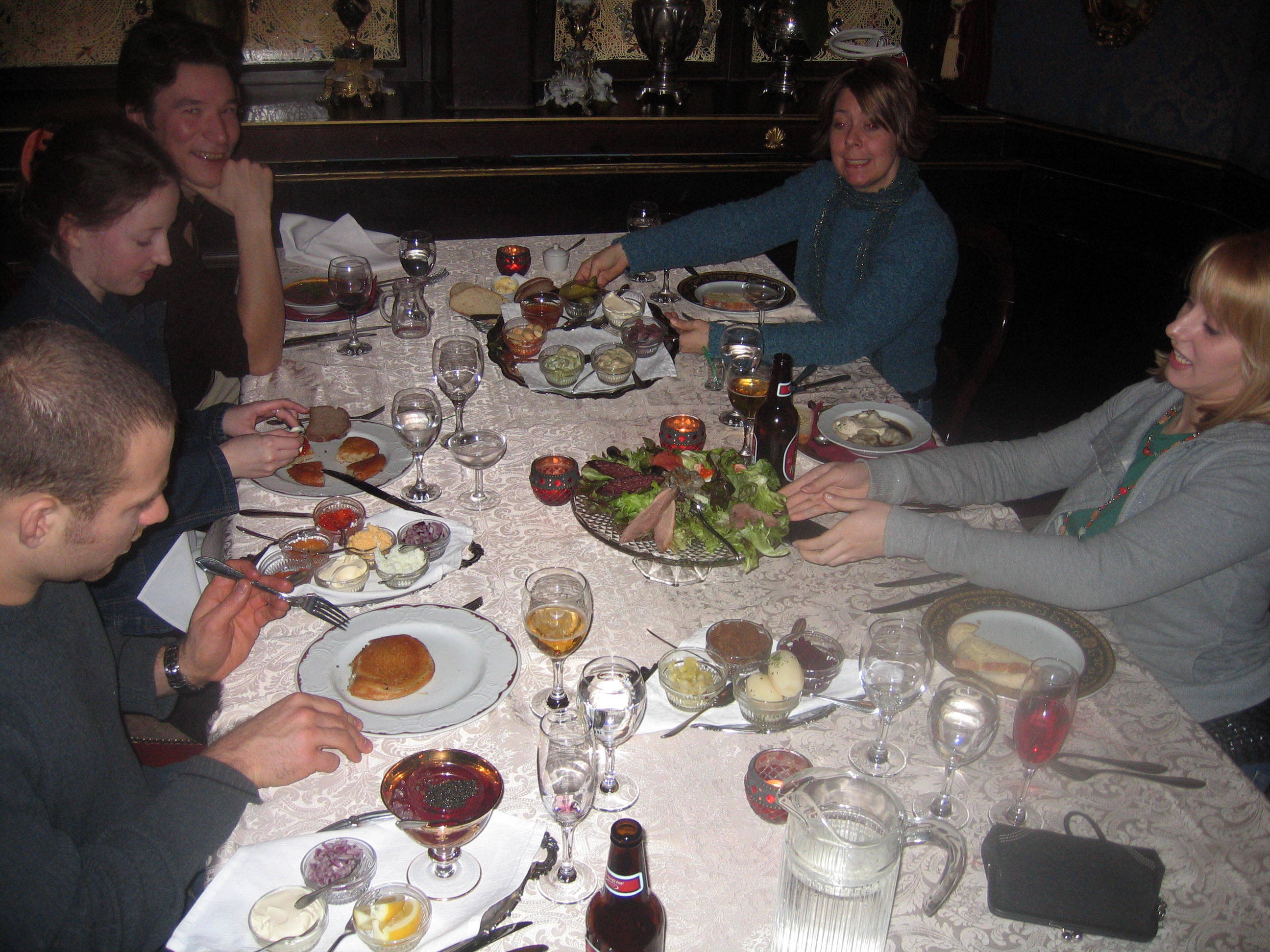
ザクースキを囲む

ザクースキ（ロシア語: Закуски、Zakuski 単数形はザクースカ、ロシア語: Закуска、Zakuska）は、ロシア料理やウクライナ料理で提供されるビュッフェ形式の前菜である。フルコースのロシア料理では、多くのザクースカが食卓に並べられる。ザクースカの特徴としては種類が豊富であることと、それぞれの皿に盛りつけられる料理が多量であることが挙げられる。ザクースカと共にテーブルに置かれたウォッカを飲むのが通例となっている。
料理の種類は肉類、魚、野菜、乳製品に大別されるが、燻製の肉とサラダが特に多い。ザクースカの種類の多くを占めるのは冷菜であるが、ザクースカにはピロシキやブリヌイなどの温菜も含まれる。
名称はロシア語で「軽くつまむ」という意味の「ザクシーチ」に由来する
。18世紀初頭のロシアでは「ザクースカ」は「朝食」の同義語として使用されることが多く、当時の朝食は前日の焼き物などの残り物を温めずにそのまま出していた。そのため、18世紀半ばに「ザクースカ」の語は「冷菜」の総称として使われるようになったと考えられている。

## 歴史
ロシア帝国の時代にザクースキは地方の地主、もしくは家庭の食卓から生まれたと考えられている。寒さと悪路の中をやってくる到着時間が分からない来客のため、招待者はディナーが準備できるまでの間に作り置きの料理で来客をもてなした。初期のザクースキは来客に提供される「食事」が供されるダイニングルームとは別の部屋（もしくは別のテーブル）に置かれており、「食事」のメニューには含まれていなかった。他のヨーロッパの国からロシアを訪れた旅行者は、食事の前に料理が出される習慣に驚き、中にはザクースキを「食事」と間違い食べ過ぎる者もいた。
時代が経つにつれてザクースカの品目が増え、豪華な食材が使用されるようになった。18世紀末から19世紀に入ると、ロシアで雇われた外国人の料理人の影響を受けて、ドイツ料理やフランス料理で出されるオードブルの冷菜がザクースカに加わり、ドイツ風のオープンサンドやフランスとオランダのチーズがテーブルに並ぶようになる。フランス料理から輸入された料理の一つにパテがあり、当時のロシア人たちはそれぞれの家や店で出すパテの味を自慢しあった。1890年代になると料理の盛り付けに趣向が凝らされるようになり、ヒナギクの花をかたどったニンジンやユリの花を模した無塩バターなどが料理の飾りつけに使用された。また、個々のザクースカが盛りつけられた皿の配置も、料理の味と色彩を考慮しての工夫が凝らされた。
1900年代初頭にはザクースキを食べた後に一度外出し、帰宅した後に食事を再開するスタイルが流行した。同時期、冷菜で占められていたザクースキにミートボール、フォルシュマークなどの温菜が出るようになる。ザクースカが発達した19世紀末から20世紀初頭に、ザクースキはコース料理の最初に出される「食事」の一部に位置付けられた。
ロシア革命後、かつて富裕層が用意した豪奢なザクースキは過去の物となった。現在の少人数の集まりでは、冷菜4品、温菜1品が普通である。

## 主なザクースカ

### 肉類

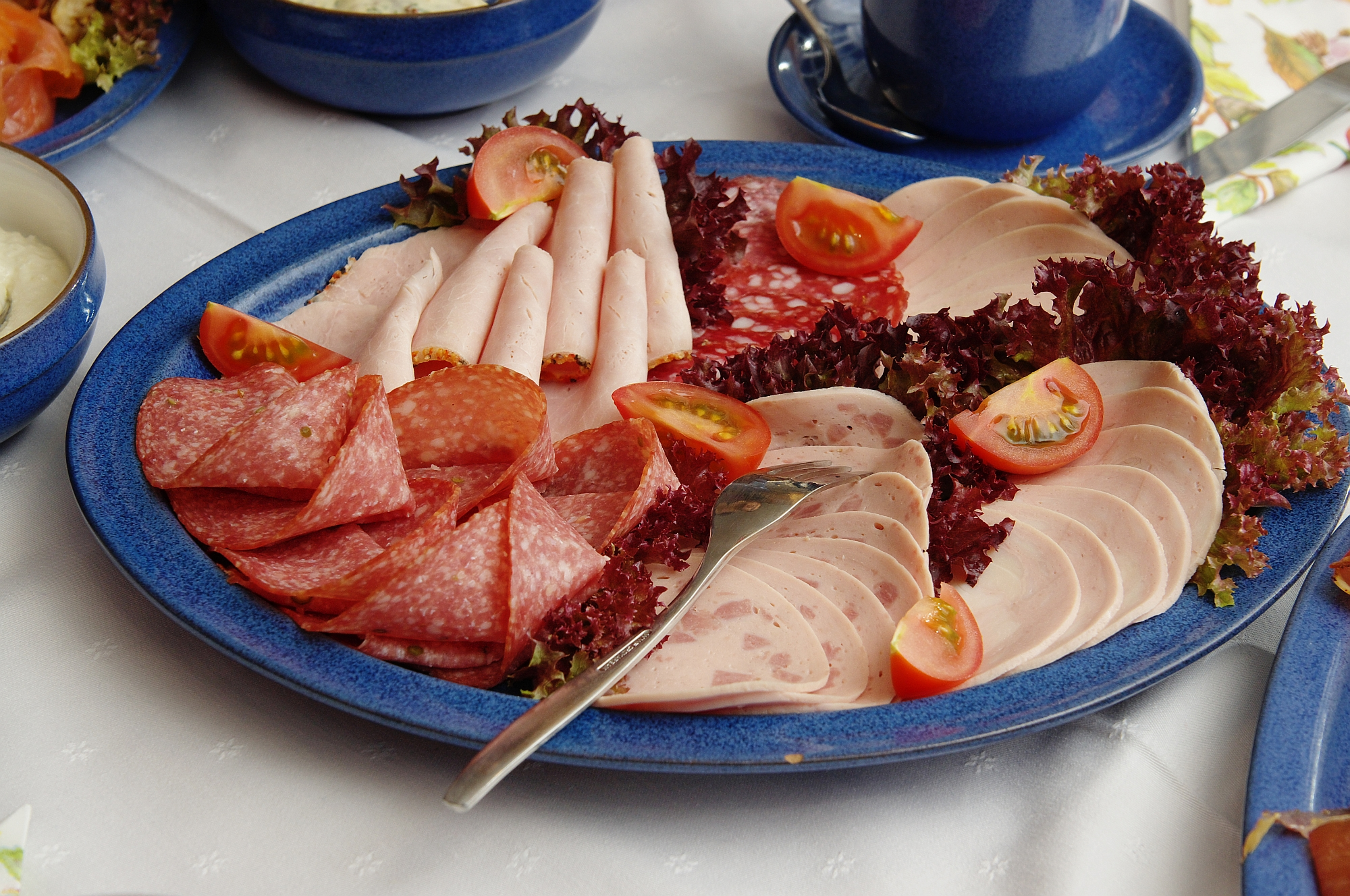
ミスノエ・アサルチ

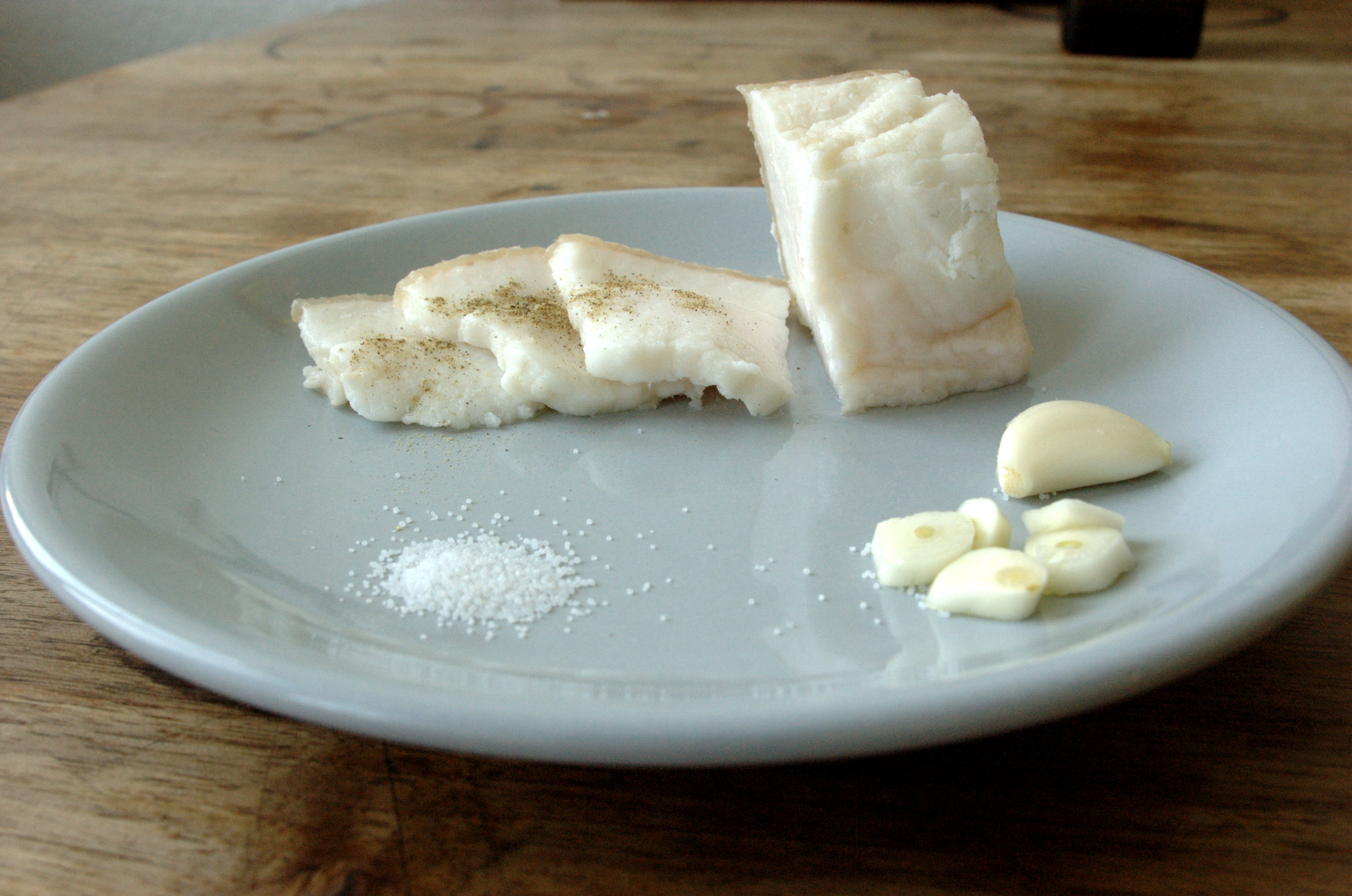
サーロ

- ミスノエ・アサルチ - 肉類の冷菜の盛り合わせ。
- 牛タン
- ハム
- サラミ
- ベーコン
- ローストビーフ
- ローストポーク
- ミートボール
- サーロ - 豚の脂身の塩漬け。ウォッカとは相性がいい[16]。
- パテ
- 子牛の脳の温サラダ

牛肉と豚肉、チョウザメなどの魚類はストゥージェニ（煮こごり）やホロジェーツ（ゼリー寄せ）にされて出されることもある。

### 魚介類

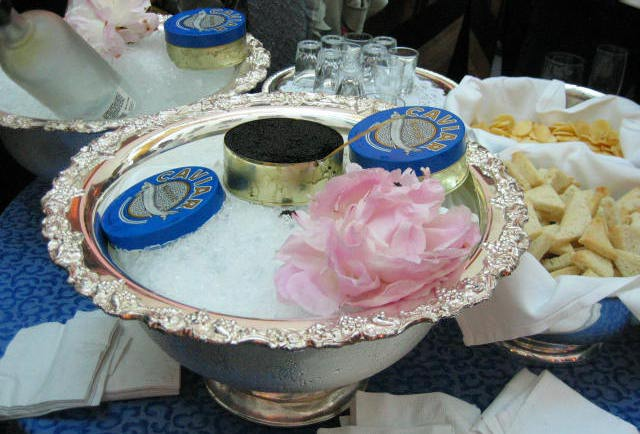
キャビア

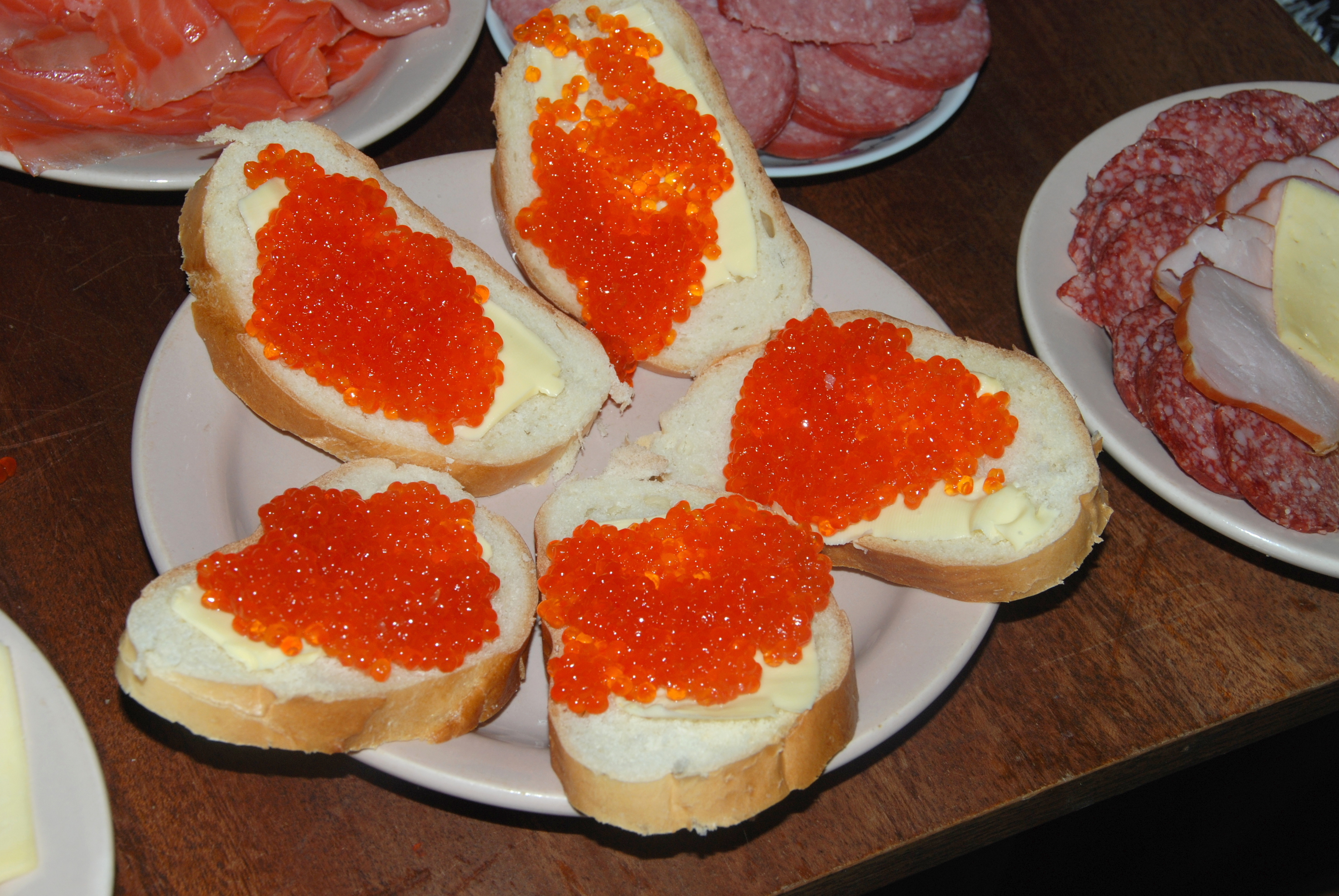
イクラのオープンサンド

- ルィブノエ・アサルチ - 魚類の冷菜の盛り合わせ。
- キャビア
- イクラ
- チョウザメの肉 - 燻製、ストゥージェニ、ホロジェーツのほか、蒸したチョウザメの肉にソースをかけたザクースカも提供される。
- スモークサーモン
- サケのマリネ - ローソシ、ケータ、ショームガといった料理がある。
- ヤツメウナギのマリネ
- ウナギの燻製、ウナギのホロジェーツ
- カニのマヨネーズとじ
- カニのグラタン
- 小イワシの油漬け
- 川エビの燻製
- ザリガニ
- 生ガキ

多くのザクースカの中でも特にロシア人が珍重するのは、キャビア、チョウザメの肉、イクラ、酢漬け（もしくは塩漬け）にされたタイセイヨウニシンである。かつてのロシアでは、招待客に振る舞われるキャビアの種類と量が主催者と招待客のステータスを表していた。

### 野菜類
- ポテトサラダ
- オリヴィエ・サラダ

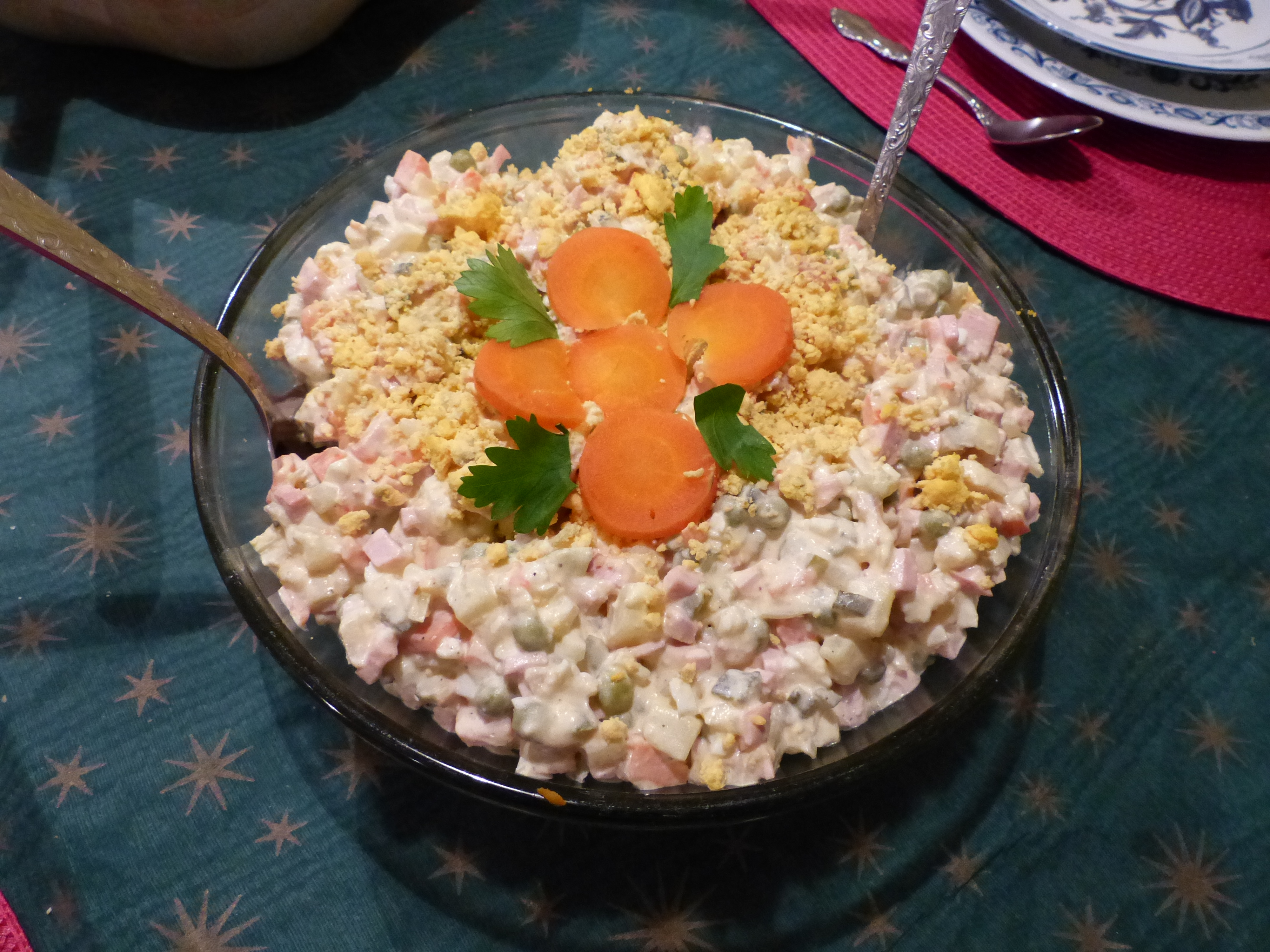
オリヴィエ・サラダ

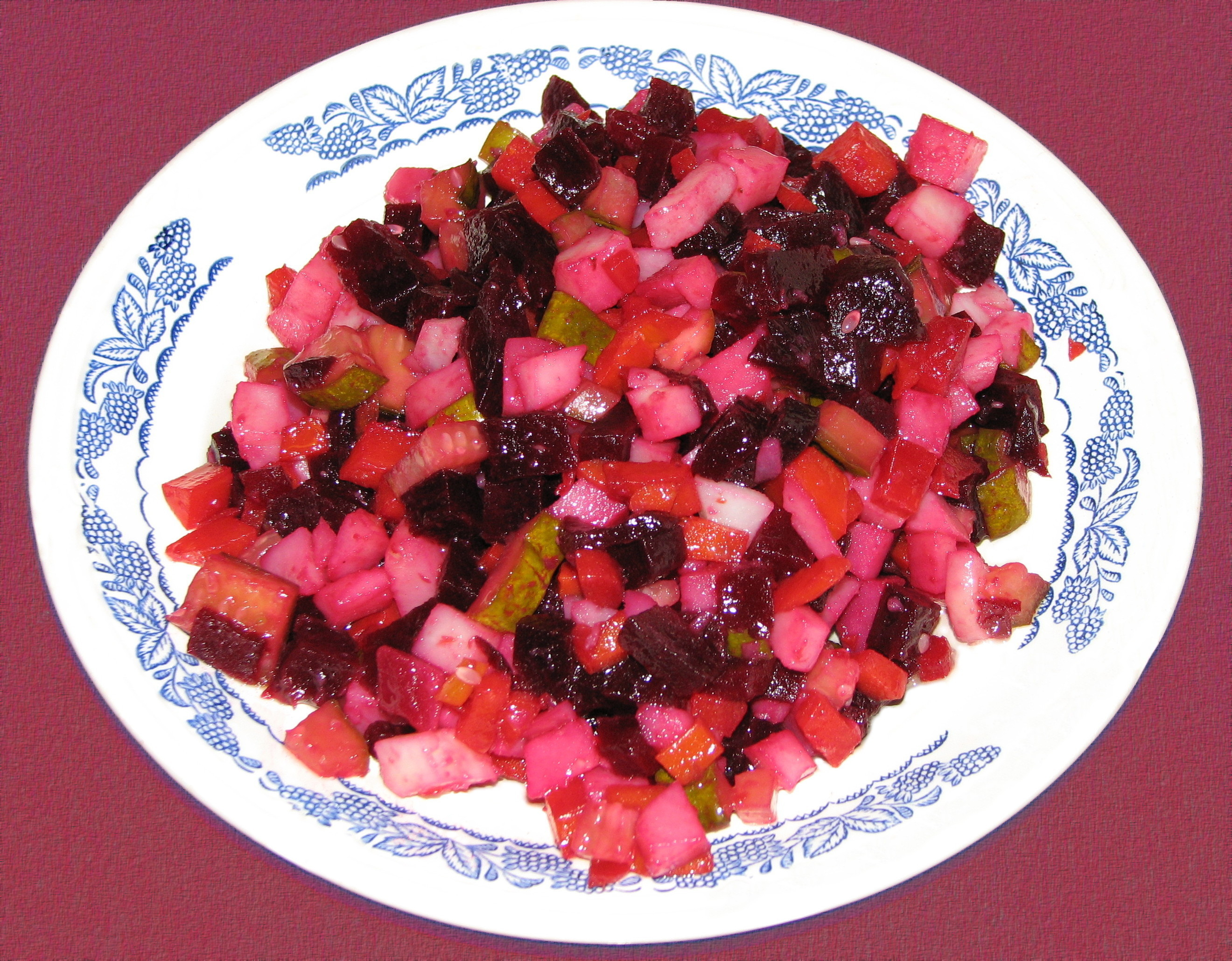
ヴィネグレット・サラダ

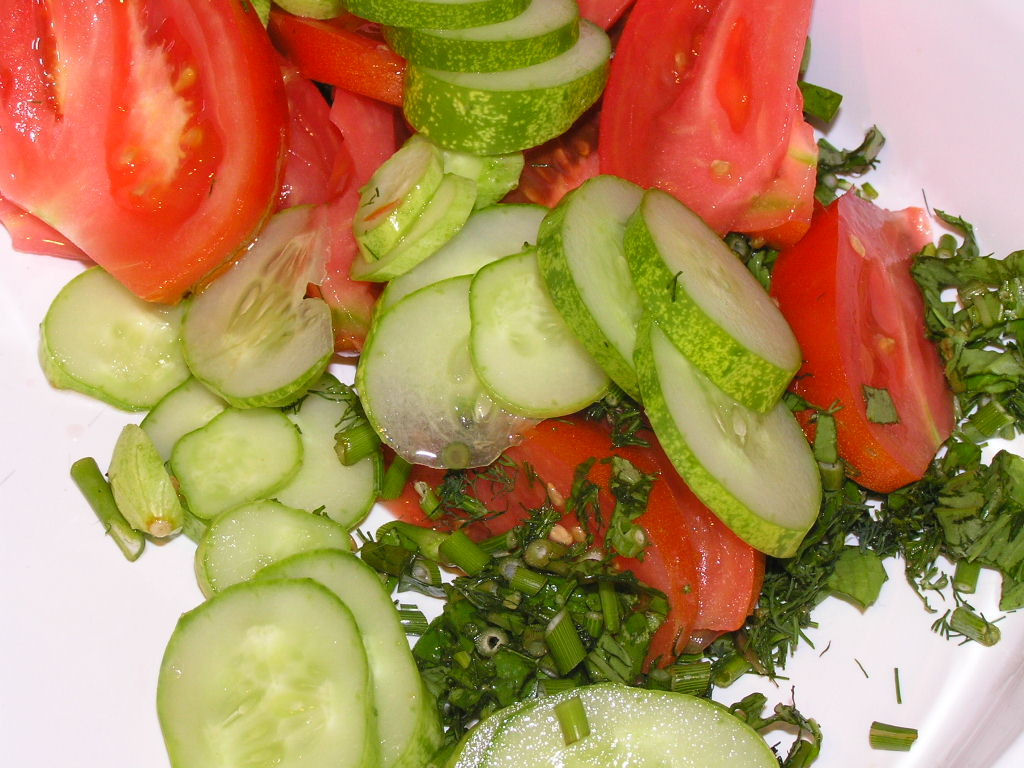
トマトとキュウリのサラダ

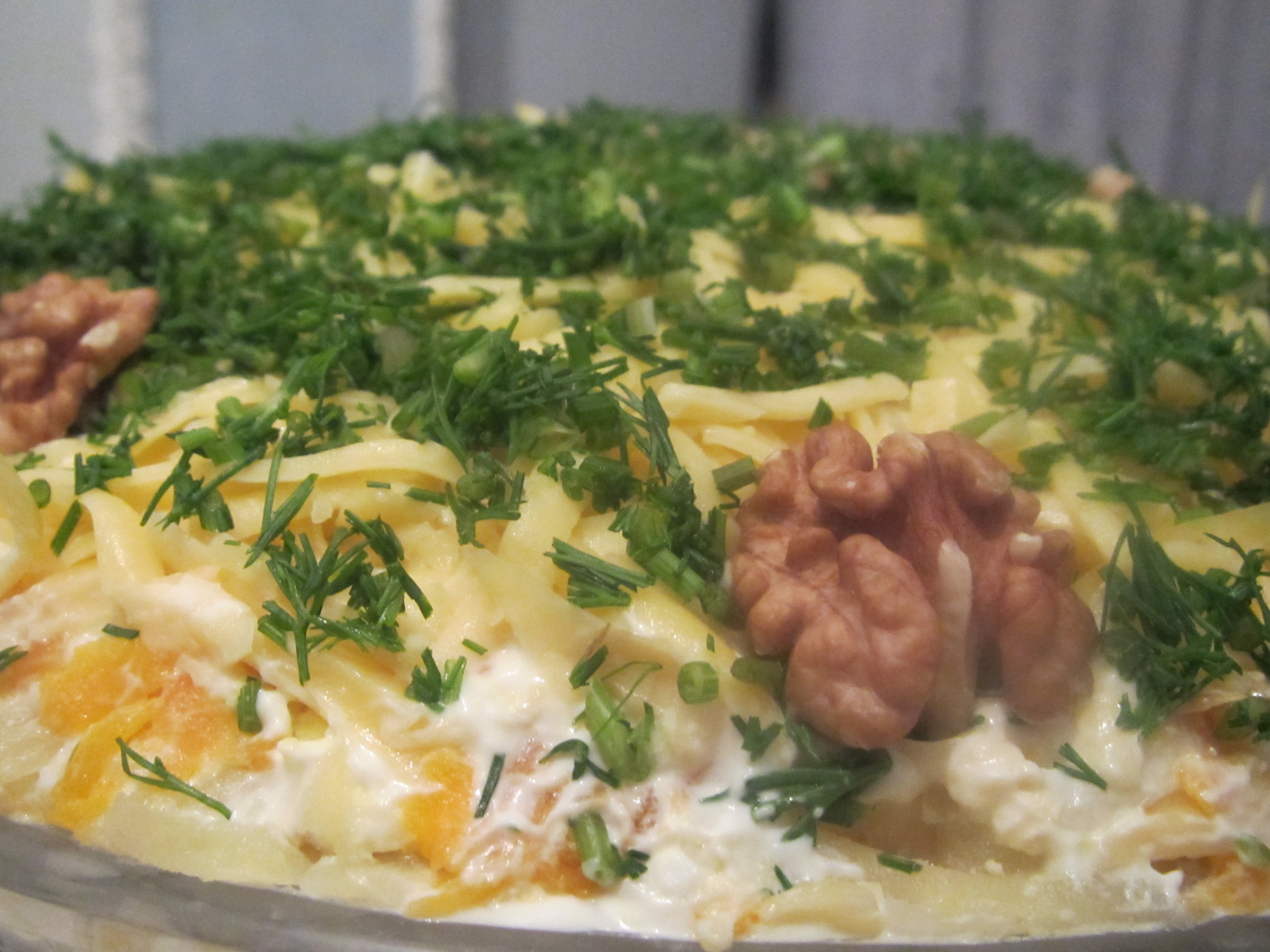
ミモザサラダ

- ヴィネグレット・サラダ - テーブルビートを使用したサラダ
- チーズとハムのサラダ
- リンゴとクルミのサラダ
- ナスのサラダ
- コンブのサラダ
- キャベツのサラダ
- ニンジンのサラダ
- キュウリのサラダ
- レタスのサラダ
- ダイコンのサラダ
- テーブルビートのサラダ
- ザワークラウトのサラダ（プロヴァンサル）
- トマトとキュウリのサラダ
- セリョートカ・バト・シューバ (主たる材料であるニシンを、野菜やマヨネーズで作った層で覆ったサラダ)
- ミモザサラダ（Сала́т Мимо́за）- ほぐしたサケやツナの缶詰、おろしたゆで卵の白身、ゆでて粗くおろしたニンジン、刻みタマネギ、ゆでておろしたジャガイモ（または炊いた米）を、間にマヨネーズの層をはさみながら重ね、一番上におろしたゆで卵の黄身をふりかけたサラダ
- ピクルス
- グリブィ - キノコの酢漬け
- 炒めたキノコのクリームソース和え
- ナスのペースト（ナスのキャビア）
- 青トマト
- タマネギ
- プラム
- リンゴ
- 各種ソース
  - マヨネーズ
  - スメタナ（サワークリーム）
  - トマトソース
  - クルミのソース
  - イチゴのソース
  - トウガラシのソース

ロシア以外の国で「ロシアサラダ」の名前で呼ばれることが多い料理は、ポテトサラダ（オリヴィエ・サラダ）とヴィネグレット・サラダの二品である。ロシア料理では、ポテトサラダはメインディッシュの添え物ではなく、独立したザクースカ（料理）として扱われる。茹でて潰したジャガイモと刻んだニンジン、タマネギなどの野菜やゆで卵をマヨネーズ（またはスメタナ）で和え、酢漬けのニシンやカニが加えられる。ロシア風のポテトサラダとして有名なものに、鶏の胸肉を使用したオリヴィエ・サラダ（首都サラダ）が挙げられる。

### 乳製品、その他
- 白パンと黒パン
- バター
- チーズ
- ピロシキ
- ブリヌイ
- ピローク - ロシア風のパイ。

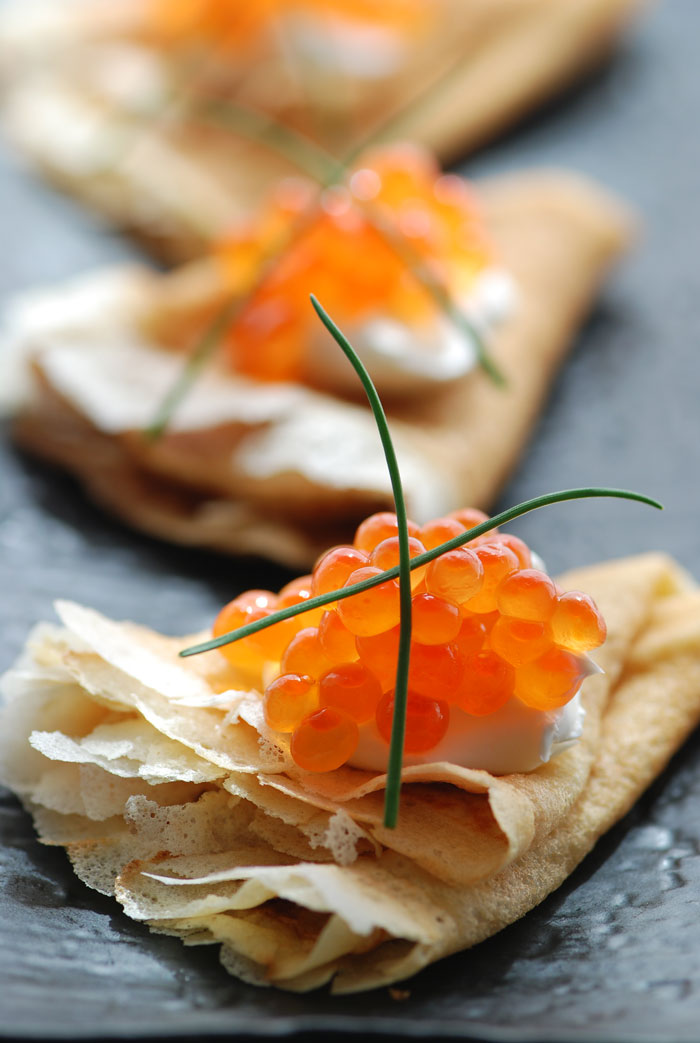
スメタナとイクラを乗せたブリン（ブリヌイ）

- パシテット - パテ、あるいは冷製のミートパイ。肉をワイン、野菜、香草と一緒に煮込んで裏ごしにし、パイ生地に包んで焼いたもの。
- フォルシュマーク
- ジュリエン - 小さな器に入れられたグラタン。具材はカニ、キノコなど。
- ブーテルブロドゥィ（Бутерброды）- 他のザクースカをバターを塗ったパンに乗せた即席のオープンサンドまたはカナッペ[18]

## 飲み物
冷やしたウォッカを数種類用意する他、シャンパン、リキュール、シェリー、カクテルなどを供してもよい。